# 名主

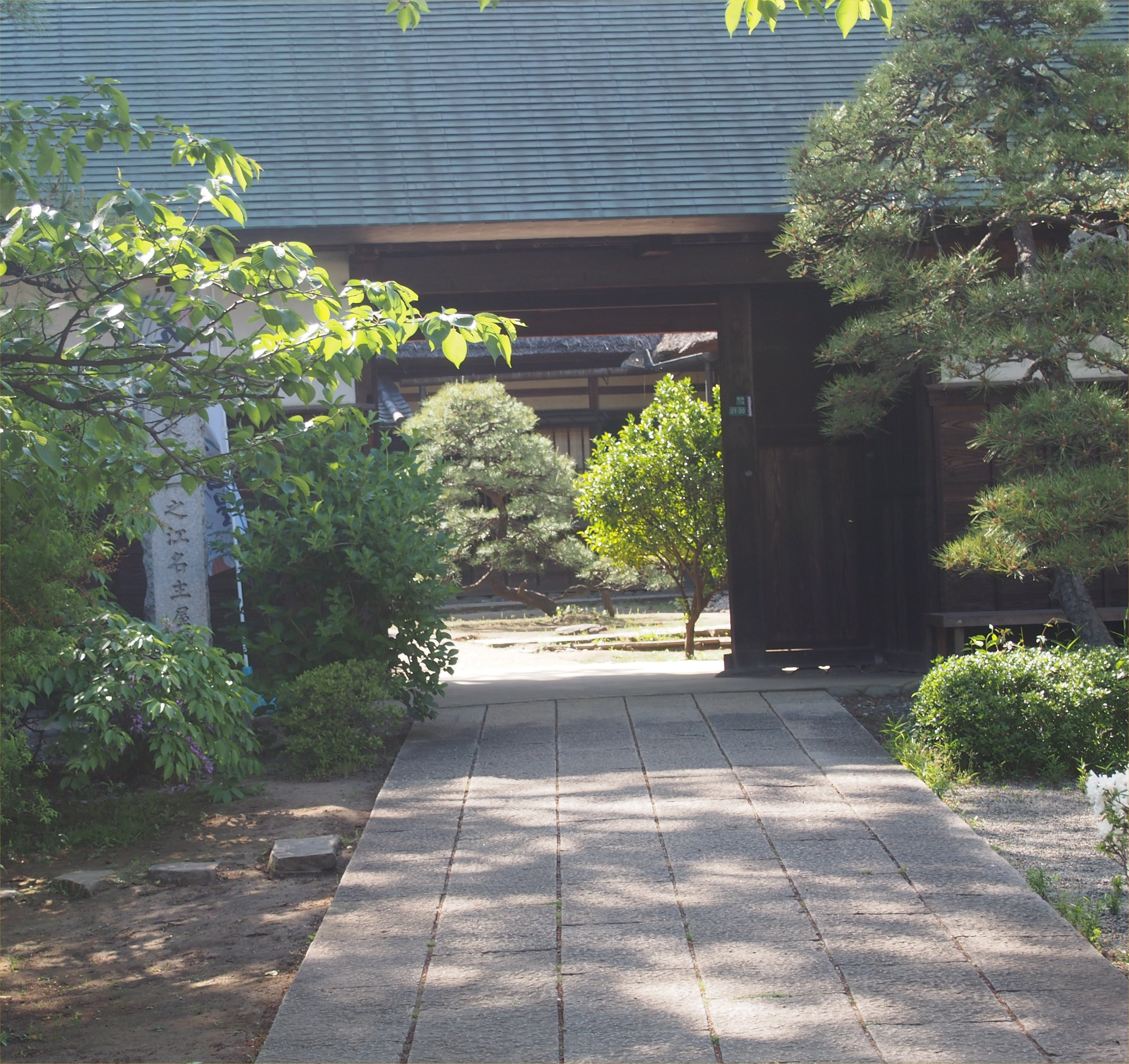
東京都江戸川区春江町にある「一之江名主屋敷」の入口(長屋門)

名主（みょうしゅ）は、日本の古代末期から中世日本にかけて、公領・荘園領主から名田の経営を請け負うとともに、領主への貢納（年貢・公事・夫役）の責務を担った階層である。大名（だいみょう）は、大名主より転じた語である。概して、名主は関東で用いられ、関西では庄屋、東北・北陸では肝煎と呼ばれる。多くは、武士よりも経済的に裕福で、広い屋敷に住み、広大な農地を保有し、また、文書の作成に携わるという仕事柄、村を代表する知識人でもあった。江戸時代に名主（庄屋）を務めた家系は、もともと名門家系だったことが多く、戦国武将の有力な家臣が、江戸時代に入って名主（庄屋）となったケースは、かなり見られる。近世（江戸時代）において、名主（なぬし）は村役人の呼び名の一つとなった。

## 発生期
日本では、8世紀初頭以来、律令に基づいた土地支配・租税収取が政府によって行われてきた。しかし、9世紀に入ると支配・収取から逃れるために百姓たちの逃亡・浮浪が顕著となっていき、律令制支配・収取は大きな転換が迫られていた。
9世紀後期から10世紀にかけて、政府は従前から実施してきた人別支配を改め、収取の対象となる土地そのものに対する支配・収取体制を確立していった。それは、国衙が支配する土地（公田）を名田（みょうでん）という単位に再編し、当時、経済力をつけていた田堵と呼ばれる富豪層（有力百姓層）に名田経営を請け負わせることで、租税収入を確保する体制（負名体制という）であった。また、田堵の側にとっても、権利関係が不安定なままで田地経営を行うよりも、国司の公認を得て、安定した権利関係の上で田地を経営することには大きなメリットがあった。こうして名田を経営するようになった田堵は、負名または田堵負名などと呼ばれた。
その後、荘園にも名田化が波及すると、田堵は荘園内の名田経営も請け負うようになった。田堵負名には、在地領主の支配下で名田経営する者もいたが、田堵負名自身が在地領主として現地支配・管理する者も多かった。そして、田堵負名は、公領にあっては在庁官人や郡司・郷司・保司などとして国司の下に、荘園にあっては下司・公文などの荘官として領主の下に、それぞれ編成されていった。国司や領主などの支配層は、田堵負名による名田経営を強化するために、現地での支配権・管理権を次第に付与していった。こうして与えられた支配権・管理権は一様ではなく、名田の規模・態様によってさまざまな形態をとっていたが、いずれにせよ田堵負名は、国司・領主に認められた権限を背景に、現地において百姓らへの支配を強めていったのである。

## 確立期
11世紀後期から12世紀頃になると、田堵負名層は名主（みょうしゅ）と呼ばれるようになった。この時期、荘園や公領を支配・収取の単位とする体制、すなわち荘園公領制が確立したが、名主は荘園公領制の基盤を支える階層といえた。荘園公領制の進展の中で、国司・荘園領主から認められた名田に対する諸権利は、名主職（みょうしゅしき）として確立していった。
名田において、名主は百姓らから年貢・公事・夫役を徴収し、国司や荘園領主へ納入する義務を負っていた。また、名主は、百姓から徴収した中から加地子を中間得分として自らの収入としていた。さらに下人・所従と呼ばれる隷属民を使役して、国司・領主から承認された給田・免田や自らの屋敷周辺に設定した私的な田地を耕作させる者もおり、その場合、収穫物は全て名主の収入となった。
名主の立場には二面性があった。国司・荘園領主などの支配層から見れば、名主は支配される側、すなわち被支配者だったが、一般百姓らから見れば名主は現地における支配者だった。このように、名主の性格は一概に説明できるものではなく、名田を経営した階層と広義に解釈されている。
また、名主は、畿内周辺では農業経営に携わる有力百姓としての性格が強かったが、その他の地域では豪族的な者もおり、特に関東では武士の郎党的な者も多かった。12世紀末に鎌倉幕府が登場すると、特に東国の名主の中には、幕府に帰参して御家人となり、地頭に補任される者も現れた。

## 転換期

### 名主職の売券の例（室町期）
「僧承瑾名主職売券」

売渡申時久名之田畠名主職事

　合壱町参段者。此外屋敷有之。

　在所山城国葛野郡近衛殿御領内梅津庄也。

　目録並公事物等注文者別紙有之。

右件田畠名主職者、僧承瑾先祖相伝之地也。雖然依有要用、直銭肆拾壱貫文仁限永代相副本券等所売渡申沙弥道忍仁実正也。若於此名主職仁違犯煩申輩出来時者、以本銭一陪可弁沙汰申候。尚〃無沙汰之時者、請人相共可致其明候。其時更一言子細不可申候。仍為後日売券之状如件。

　応永廿四年丁酉弐月九日　　　　売主承瑾（花押）

　　　但請人六ヶ年間也　相共請人　　桂孫（花押）

　　　　　　　　　　　　　　　　 　　　　右近四郎（花押）
13世紀中期ごろになると、農村社会に大きな変動が生じ始めた。肥料や農具などの改善や米の品種改良の進展などを背景として、畿内や山陽などで二毛作が拡がるなど、農業生産が著しく向上していった。また、農業生産の向上は、手工業や広い範囲での流通を劇的に進展させ、さらに貨幣経済の普及をもたらすこととなった。
こうした社会情勢の中で、従前、名主の支配・管理下で生産に従事していた一般百姓が経済力をつけていった。経済力を獲得した一般百姓は、名田を購入するなどし、名主の支配から次第に逃れていった。中には、経済力を背景として国司・荘園領主から名主職に任じられて名主階層となる者もいた。当時、名主職は相伝や譲与できる権利と認識されており、農村社会内部の均質化によって、名主の地位や権利は徐々に分割されていった。それまでは、名主職は代々相続される権利と認識されていたが、この頃から人々の間を移り変わる権利、すなわち遷代の職と認識されていったのである。
名主は、分割化・遷代化の度合いを強める一方で、国司・荘園領主からの独立志向も強めていった。荘園・公領内部で、百姓階層の経済力向上と均質化が進んだことで、百姓階層は名主を中心に団結するようになった。荘園・公領に村落が発生したのは、13世紀後期から14世紀にかけての時期とされているが、百姓層の団結を背景として、国司・荘園領主に必ずしも従わない名主も現れた。当時、悪党と呼ばれた者の中には、こうした名主も含まれていたと考えられている。
14世紀中期頃には、荘園・公領内の村落が自治性を高めるようになり、畿内や西国では惣村、東国や九州では郷村とよばれる自治村落へと成長していった。そうなると名主の地位は相対的に低下することとなったが、名主は惣村・郷村の中で指導的な立場（乙名など）を務めるようになった。室町時代、東国では荘園領主の権限がかなり小さくなっていたため、名主職の形骸化が激しく進んだが、西国ではまだ荘園領主の権限が機能しており、名田単位による賦課が行われたため、名主の地位は残存し続けた。

## 変質・消滅期
室町期には守護による一円支配（守護領国制）が強まっていき、名主の権限は弱まっていった。戦国期に入ると、戦国大名による強固な領国支配（大名領国制）が布かれるようになり、一層、名主の権限は薄まっていった。そして、太閤検地によって名主という地位・権限は実質的に消滅することとなる。
しかし、室町期以来、村落自治が根付いていたこともあって、江戸幕府及び諸大名は、村落にある程度の自治を付与する民政を選択した。村落には指導的な立場として村役人・庄屋がおかれ、旧名主層がその役に就くことも多かった。特に東日本では村落の指導的立場を名主と称する習わしが残り、多くの地域で村役人の筆頭が名主（なぬし）と呼ばれた。また、当時の北海道や樺太および北方領土で庄屋・名主に相当する役職に乙名（おとな）があり、蝦夷（アイヌ）の有力者が松前藩や箱館奉行の行う撫育政策（オムシャ）で任命され、藩や奉行の掟書きを住民に伝達したり、住民や労働力を把握し宗門人別改帳の作成や漁労（夫役）などへの動員に当たった。

## 参考資料
1. ↑  庄屋（読み）しょうや　コトバンク 2022年6月閲覧
2. 1 2  庄屋・名主ってどういう意味？ 2022年6月閲覧
3. ↑  榎森進、「「日露和親条約」調印後の幕府の北方地域政策について」『東北学院大学論集 歴史と文化 (52)』 2014年 52巻 p.17-37, NAID 40020051072

2. 稲冨伸明「名主道」『舟砦』弦書房、2022年